# Zi că-ți place!
Zi că-ți place! este un film românesc din 2013 regizat de Cornel Mihalache. Rolurile principale au fost interpretate de actorii Radu Amzulescu, Mircea Albulescu, Meda Victor.

## Distribuție
Distribuția filmului este alcătuită din:
- Meda Victor
- George Ivașcu
- Constantin Cojocaru
- Marius Stănescu — Candidatul 4
- Radu Amzulescu
- Mircea Albulescu